# الین جوسلین
الین جوسلین (انگلیسی: Allyn Joslyn؛ ۲۱ ژوئیهٔ ۱۹۰۱ – ۲۱ ژانویهٔ ۱۹۸۱) هنرپیشه تئاتر، رادیو، سینما و تلویزیون اهل کشور ایالات متحده آمریکا بود. وی بین سال‌های ۱۹۱۸ تا ۱۹۷۳ میلادی فعالیت می‌کرد.

## قسمتی از فیلمشناسی
- تایتانیک -۱۹۵۳
- به همان جوانی که حس می‌کنی -۱۹۵۱
- بهشت می‌تواند صبر کند -۱۹۴۳
- خواهر من آیلین -۱۹۴۲
- مک‌گینتی بزرگ -۱۹۴۰